# Телфер, Райан
Райан Телфер (англ. Ryan Telfer; 3 апреля 1994, Миссиссога, Онтарио, Канада) — канадский и тринидадский футболист.

## Карьера
Начал свою карьеру в 2012 году в клубе Канадской футбольной лиги «Миссиссога Иглз». В 2015—2016 годах играл за команду Йоркского университета, с которой выигрывал студенческие чемпионаты Онтарио и всей Канады. В 2016 году также выступал за клуб «Вон Адзурри» в Лиге 1 Онтарио.
24 марта 2017 года подписал контракт с клубом USL «Торонто II». Дебют за клуб, 25 марта 2017 года в матче стартового тура сезона против «Финикс Райзинг», отметил голом.
13 апреля 2018 года Телфер был подписан в основную команду «Торонто». В MLS дебютировал 14 апреля 2018 года в матче против «Колорадо Рэпидз». 18 мая 2018 года в матче против «Орландо Сити» забил свой первый гол в MLS. За действия в этом матче он был включён в команду недели и был назван игроком недели MLS. 6 марта 2019 года Телфер был отдан в аренду клубу новообразованной Канадской премьер-лиги «Йорк 9» на сезон 2019. Он стал автором первого гола в истории КПЛ, поразив ворота «Форджа» в матче открытия дебютного сезона 27 апреля 2019 года. По окончании сезона 2019 «Торонто» не продлил контракт с Телфером.
В январе 2020 года присоединился к клубу чемпионата Кипра «Неа Саламина», подписав контракт на оставшуюся часть сезона 2019/20.
3 июня 2020 года вернулся в «Йорк 9», подписав контракт на остаток сезона 2020.
20 апреля 2021 года Телфер подписал контракт с «Атлетико Оттава». Дебютировал за «Оттаву» 26 июня 2021 года в матче стартового тура сезона 2021 против «Эдмонтона». 2 августа 2021 года в матче против «Галифакс Уондерерс» забил свой первый гол за «Оттаву». 13 января 2022 года «Атлетико Оттава» объявила о непродлении контракта с Телфером.
1 апреля 2022 года Телфер подписал контракт с клубом MLS Next Pro «Коламбус Крю 2». По окончании сезона 2022 «Коламбус Крю 2» не продлил контракт с Телфером.
В январе 2023 год Телфер подписал контракт с клубом Чемпионшипа ЮСЛ «Майами».
7 февраля 2024 года Телфер подписал контракт с клубом «Галифакс Уондерерс» на сезон Канадской премьер-лиги 2024 с клубной опцией продления на сезон 2025. За «Уондерерс» дебютировал 13 апреля в матче стартового тура сезона против «Пасифика». 24 мая в матче против «Йорк Юнайтед» забил свой первый гол за «Уондерерс».

## Сборная
Райан Телфер родился в Канаде, но своё детство провёл в Тринидаде и Тобаго, поэтому имел право выступать за обе национальные команды. Игрок входил в число кандидатов на попадание в сборную Канады, однако вызова из неё он так и не дождался. В начале сентябре 2019 года ФИФА разрешило игроку выступать за «соку уориорз» и вместе с натурализованным англичанином Даниэлем Карром он сразу же был вызван в расположение сборной на матчи Лиги наций КОНКАКАФ против Мартиники. В них он дебютировал за сборную. Во втором матче между командами (2:2) он открыл счёт своим забитым голам за тринидадцев. Был включён в состав сборной на Золотой кубок КОНКАКАФ 2021. Был включён в состав сборной на Золотой кубок КОНКАКАФ 2023.

## Достижения
- Победитель Первенства Канады: 2018